# Gymnothorax prasinus
Gymnothorax prasinus is een murene die voorkomt in de wateren rondom Zuid-Australië en Nieuw-Zeeland.